# Christian Altgraf zu Salm
Christian Altgraf zu Salm, vollständig Christian Emil Karl Altgraf zu Salm-Reifferscheidt-Raitz (* 2. April 1906 in Wien; † 25. April 1973 auf Schloss Dyck in Bedburdyck), war ein deutscher Kunsthistoriker.

## Leben
Christian Altgraf zu Salm war ein Sohn von Karl Altgraf zu Salm (1871–1927) und dessen Ehefrau Elisabeth Prinzessin zu Fürstenberg (1878–1939). Sein Großvater Hugo Karl zu Salm-Reifferscheidt-Raitz war ein Vertreter des Hochadels Österreich-Ungarns und gleichzeitig ein bedeutender Industrieller gewesen.
1926 begann er ein Studium der Kunstgeschichte an der Universität Wien, dass er jedoch nach dem Tod seines Vaters abbrach, um die Verwaltung des väterlichen Gutes in Budkau, Bezirk Trebitsch, in Südmähren zu übernehmen. 1942 wurde er zum Kriegsdienst eingezogen und arbeitete als Dolmetscher in Frankreich. 1945 geriet er in amerikanische Kriegsgefangenschaft. Nach Kriegsende konnte er aufgrund der Enteignungen und Vertreibungen nicht mehr in die Tschechoslowakei zurückkehren und lebte ab 1946 bei seinem Vetter Max zu Fürstenberg in Donaueschingen, wo er sich um die fürstliche Kunstsammlung kümmerte. 1947 nahm er das Studium der Kunstgeschichte an der Universität Freiburg wieder auf und wurde dort 1950 bei Kurt Bauch mit einer Dissertation zum Meister von Meßkirch promoviert.
1954 wurde er Leiter der Fürstlich Fürstenbergischen Sammlungen in Donaueschingen. 1958 ging er als Oberkonservator an die Bayerischen Staatsgemäldesammlungen, wo er  an der Neugliederung der Abteilung für die altdeutsche Malerei der Alten Pinakothek in München und an der Neueinrichtung der Zweiggalerien in Aschaffenburg, Burghausen und Augsburg beteiligt war, deren Kataloge er mit Mitarbeitern bearbeitete. 1966 wurde er Direktor der Museen bei der Bayerischen Verwaltung der staatlichen Schlösser, Gärten und Seen in München. 1968 trat er in den Ruhestand.
Sein Spezialgebiet war die altdeutsche Malerei des 14. bis 16. Jahrhunderts.

## Schriften (Auswahl)
- Kunstwerke aus dem Besitz des Fürsten zu Fürstenberg. Berner Kunstmuseum, Nov. 1948 – März 1949. Bern 1948.
- Der Meister von Meßkirch. Eine Untersuchung zur geschichtlichen und kunstgeschichtlichen Stellung seiner gesicherten Werkes. Dissertation Freiburg 1950.
- Wenig bekannte Bildwerke des 13. und 14. Jahrhunderts aus dem südöstlichen Schwarzwald. In: Schriften des Vereins für Geschichte und Naturgeschichte der Baar 22, 1950, S. 17–57.
- Grünewalds Flügel zum Helleraltar. In: Münchner Jahrbuch der bildenden Kunst 2, 1951, S. 118–123.
- Donaueschingen. Die Stadtpfarrkirche St. Johann (= Kleine Kunstführer 633). Schnell & Steiner,  München 1957, 2., neubearbeitete Auflage 1964.
- mit Karl Siegfried Bader: Schloss Heiligenberg (= Thorbecke Bilderbücher 42). Thorbecke, Konstanz 1963.
- mit Gisela Goldberg: Altdeutsche Malerei (= Alte Pinakothek. Katalog 2). Bruckmann, München 1963.
- Das Schwert des Straßburger Fürstbistums von 1663. In: Festschrift Karl Siegfried Bader. Schulthess, Zürich / Böhleu, Köln & Graz 1965, S. 373–380.
- mit Gisela Goldberg, Gisela Scheffler: Staatsgalerie Augsburg, Städtische Kunstsammlungen. Bd. 1, Altdeutsche Gemälde. Augsburg 1967.